# 1960年ローマオリンピックのソビエト連邦選手団
1960年ローマオリンピックのソビエト連邦選手団（1960ねんローマオリンピックのソビエトれんぽうせんしゅだん）は、1960年8月25日から9月11日にかけてイタリアの首都ローマで開催された1960年ローマオリンピックのソビエト連邦選手団、およびその競技結果。

## 概要
今大会は金メダル43個、銀メダル29個、銅メダル31個の合計103個という数多くのメダルを獲得した。

## メダル
| メダル | 選手名                                                                                        | 競技   | 種目                       |
| ------ | --------------------------------------------------------------------------------------------- | ------ | -------------------------- |
| 金     | ピョートル・ボロトニコフ                                                                      | 陸上   | 男子10000m                 |
| 金     | ウラジミル・ゴルブニチー                                                                      | 陸上   | 男子20km競歩               |
| 金     | ロベルト・シャフラカゼ                                                                        | 陸上   | 男子走高跳                 |
| 金     | ワシリー・ルデンコフ                                                                          | 陸上   | 男子ハンマー投             |
| 金     | ビクトル・チブレンコ                                                                          | 陸上   | 男子やり投                 |
| 金     | リュドミラ・シェフツォワ                                                                      | 陸上   | 女子800m                   |
| 金     | イリーナ・プレス                                                                              | 陸上   | 女子80mハードル            |
| 金     | ベラ・クレプキナ                                                                              | 陸上   | 女子走幅跳                 |
| 金     | タマラ・プレス                                                                                | 陸上   | 女子砲丸投                 |
| 金     | ニーナ・ポノマリョワ                                                                          | 陸上   | 女子円盤投                 |
| 金     | エルヴィラ・オゾリーナ                                                                        | 陸上   | 女子やり投                 |
| 金     | ヴィクトル・カピトノフ                                                                        | 自転車 | 男子個人ロードレース       |
| 銀     | ニコライ・ソコロフ                                                                            | 陸上   | 男子3000m障害              |
| 銀     | グスマン・コサノフ レオニード・バルテネフ ユーリ・コノバロフ エドヴィン・オゾーリン           | 陸上   | 男子4×100mリレー           |
| 銀     | ウラジミール・ゴラエフ                                                                        | 陸上   | 男子三段跳                 |
| 銀     | ワレリー・ブルメル                                                                            | 陸上   | 男子走高跳                 |
| 銀     | タマラ・プレス                                                                                | 陸上   | 女子円盤投                 |
| 銅     | セミョーン・ルジーシン                                                                        | 陸上   | 男子3000m障害              |
| 銅     | イゴール・テルオバネシアン                                                                    | 陸上   | 男子走幅跳                 |
| 銅     | ヴィトールド・クレール                                                                        | 陸上   | 男子三段跳                 |
| 銅     | ワシリー・クズネツォフ                                                                        | 陸上   | 男子十種競技               |
| 銅     | ビルテ・カレデニエ                                                                            | 陸上   | 女子やり投                 |
| 銅     | アレクセイ・ペトロフ ヴィクトル・カピトノフ エヴゲニー・クレヴツォフ ユリー・メリコフ         | 自転車 | 男子チームタイムトライアル |
| 銅     | ロティスラフ・ヴァルガシュキン                                                                | 自転車 | 男子1000mタイムトライアル  |
| 銅     | ヴィクトル・ロマノフ アルノルト・ベルガルト レオニド・コルムベット スタニスラフ・モスクヴィン | 自転車 | 男子4000m団体追い抜き      |
| 銅     | ウラディミル・レオノフ ボリス・ヴァシリエフ                                                   | 自転車 | 男子タンデムスプリント     |